# Vologès V de Pàrtia
Vologès V va ser rei de Pàrtia de l'any 191 al 208.
Algunes fonts el fan membre de la dinastia arsàcida d'Armènia (Fill de Vologès I d'Armènia, rei el 118) però d'altres el fan fill del seu antecessor Vologès IV de Pàrtia.
Va derrotar el seu rival Osroes II, rebel·lat ja des del regnat anterior.
Cap a l'any 193 els parts van entrar a Mesopotàmia i la van arrabassar als romans que només van conservar l'Osroene. Van ocupar Armènia i van col·locar al tron un rei arsàcida de nom Sanatruk (Sanatroces). L'any 195 Septimi Sever va entrar a Mesopotàmia i la va reconquerir fàcilment convertint-la en província romana amb la capital a Nísibis. El 197 els romans van tornar a Mesopotàmia, i van derrotar els parts, ocupant altra vegada Ctesifont i Selèucia. El rei Sanatruk d'Armènia no va intentar ajudar els parts i va morir aquell mateix any i llavors va ser nomenat rei el seu fill Vologès o Valarshak que segons Moisès de Khorèn va ser qui va rebatejar Cenèpolis amb el nom de Vagharxapat, i que es va posar al costat dels parts, fins que la derrota d'aquests li va fer veure el seu error, i va oferir ostatges i tributs a Roma (198). La guerra amb els parts va seguir fins al 202 i va deixar Mesopotàmia sota control romà, eixamplant la província romana.
Vologès V va morir el 208 o 209 i el va succeir el seu fill gran Vologès VI, però un altre fill de nom Artaban V es va revoltar i va aconseguir el domini de les regions del sud i est.